# Peaceful, the World Lays Me Down
Peaceful, the World Lays Me Down è il primo album in studio del gruppo musicale folk rock inglese Noah and the Whale, pubblicato nel 2008.

## Tracce
1. 2 Atoms in a Molecule – 2:05
2. Jocasta – 2:49
3. Shape of My Heart – 2:54
4. Do What You Do – 4:17
5. Give a Little Love – 4:15
6. Second Lover – 4:04
7. 5 Years Time – 3:35
8. Rocks and Daggers – 4:33
9. Peaceful, the World Lays Me Down – 6:15
10. Mary – 3:28
11. Hold My Hand as I'm Lowered – 3:46

## Classifiche
| Classifica (2008)                   | Posizione raggiunta |
| ----------------------------------- | ------------------- |
| Regno Unito (Official Albums Chart) | 5                   |